# Horizontalidad original

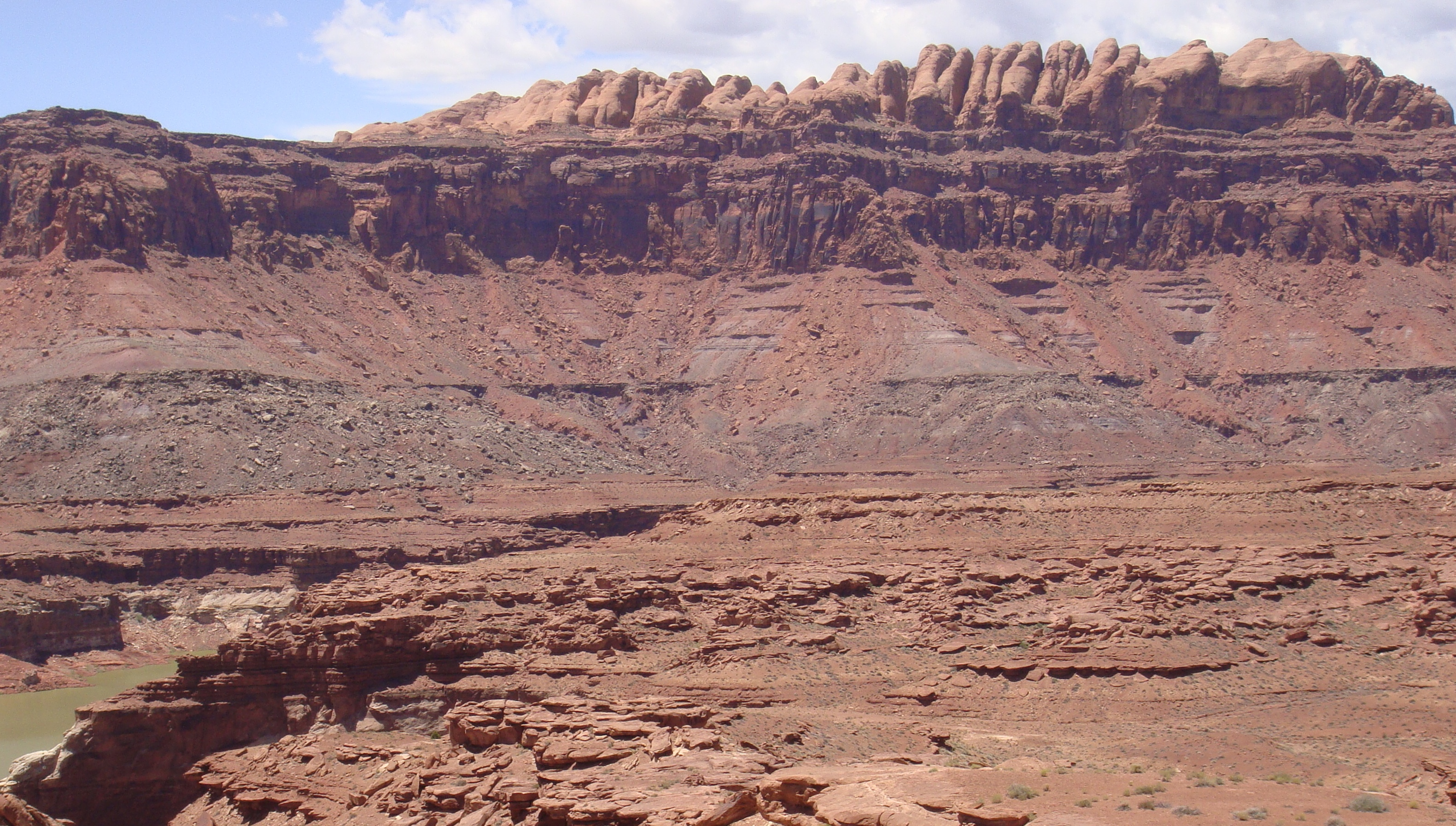
La estratigrafía del Pérmico al Jurásico de la zona de la Meseta del Colorado, en el sureste de Utah, es un gran ejemplo de Horizontalidad Original. Estos estratos conforman gran parte de las famosas formaciones rocosas prominentes en zonas protegidas muy espaciadas, como el parque nacional de Capitol Reef y el Parque nacional Tierra de Cañones. De arriba abajo: Cúpulas redondeadas de color canela de la Arenisca Navajo, la Formación Kayenta roja en capas, la Arenisca Wingate roja que forma acantilados y se articula verticalmente, la Formación Chinle púrpura que forma taludes, la Formación Moenkopi roja más clara en capas y la arenisca blanca de la Formación Cutler en capas. Imagen del Área Nacional de Recreación de Glen Canyon, Utah.

El Principio de Horizontalidad Original establece que las capas de sedimentos se depositan originalmente de forma horizontal bajo la acción de la gravedad. Se trata de una técnica de datación relativa. El principio es importante para el análisis de estratos plegados e inclinados. Fue propuesto por primera vez por el pionero geológico danés Nicolás Steno (1638-1686).
De estas observaciones se deriva la conclusión de que la Tierra no ha sido estática y que grandes fuerzas han actuado durante largos períodos de tiempo, lo que lleva a las conclusiones de la ciencia de la tectónica de placas; que el movimiento y las colisiones de las grandes placas de la corteza terrestre son la causa de los estratos plegados.
Como una de las leyes de Steno, el principio de horizontalidad original fue muy útil en los primeros tiempos de la ciencia geológica. Sin embargo, ahora se sabe que no todas las capas sedimentarias se depositan de forma puramente horizontal. Por ejemplo, los sedimentos de grano más grueso, como la arena, pueden depositarse en ángulos de hasta 15 grados, sostenidos por la fricción interna entre los granos, que impide que se desplacen a un ángulo inferior sin un retrabajo o esfuerzo adicional. Esto se conoce como ángulo de reposo, y un ejemplo excelente es la superficie de las dunas de arena.
Del mismo modo, los sedimentos pueden cubrir una superficie inclinada preexistente: estos sedimentos suelen depositarse conforme a la superficie preexistente. Asimismo, los lechos sedimentarios pueden desprenderse a lo largo del rumbo, lo que implica que existían ligeros ángulos durante su deposición. Así pues, el principio de horizontalidad original es ampliamente aplicable, aunque no universalmente, en el estudio de la sedimentología, la estratigrafía y la geología estructural.

## Referencias

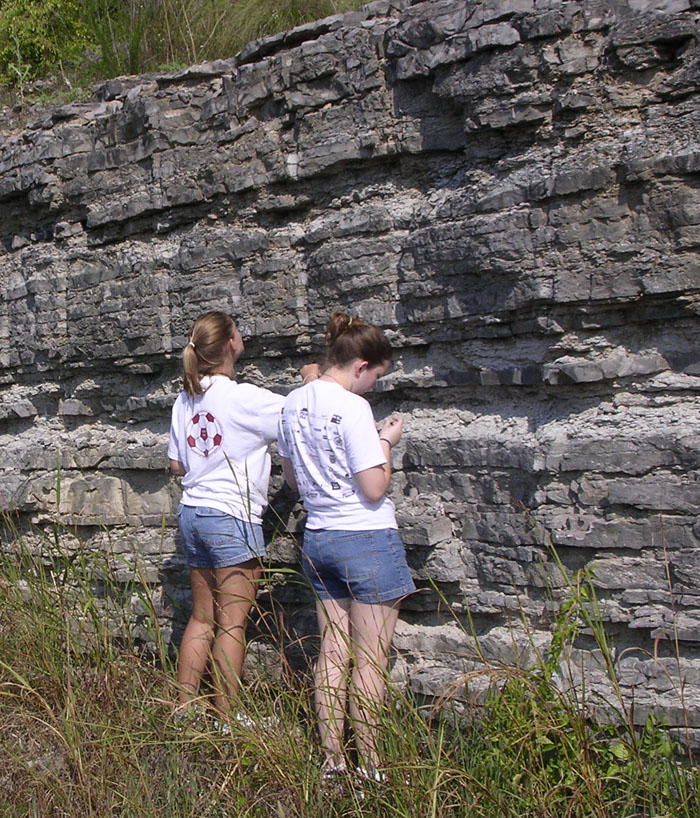
Una sección estratigráfica de roca del Ordovícico expuesta en el centro de Tennessee, Estados Unidos. Los sedimentos que componen estas rocas se formaron en un océano y se depositaron en capas horizontales.